# أطيش مبرقع

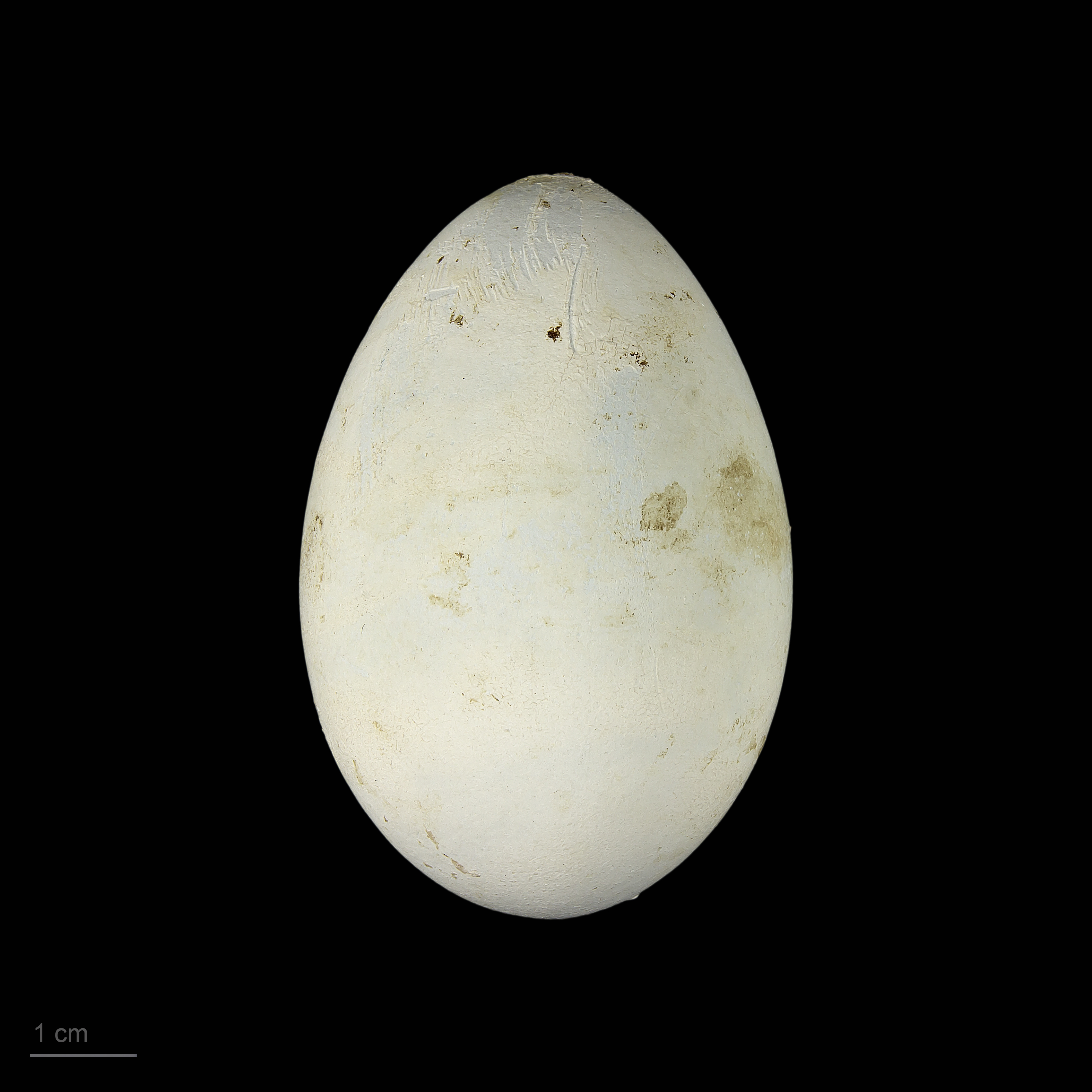
Sula dactylatra

الأطيش المقنع أو المبرقع (بالإنجليزية Masked booby) هو طائر بحري كبير من الفصيلة الأطيشية،
يوجد هذا النوع في جزر المحيطات الاستوائية، ماعدا شرق المحيط الأطلسي، وكذلك يتواجد في شرق المحيط الهادي.
ويعد هذا النوع أكبر أنواع الأطيش.